# Jakjeon-dong
Jakjeon-dong (koreanska: 작전동) är en stadsdel i staden Incheon i Sydkorea, 22 km väster om huvudstaden Seoul.
Den ligger i stadsdistriktet Gyeyang-gu.

## Indelning
Administrativt är Jakjeon-dong indelat i:
| Namn    | Namn               | Yta km² | Invånare 31 dec 2020 |
| ------- | ------------------ | ------- | -------------------- |
| 작전1동 | Jakjeon 1(il)-dong | 0,82    | 28 775               |
| 작전2동 | Jakjeon 2(i)-dong  | 0,99    | 20 466               |